# NGC 623
NGC 623 is een spiraalvormig sterrenstelsel in het sterrenbeeld Beeldhouwer. Het hemelobject werd op 30 november 1837 ontdekt door de Britse astronoom John Herschel.

## Synoniemen
- PGC 5898
- ESO 353-23
- MCG -6-4-52